# Swan lake (The Cats)
Swan lake is een single van de Britse reggaeband The Cats. Het was hun debuutsingle, maar tevens laatste succesvolle plaatje. Swan lake is een bewerking van het hoofdthema van het Zwanenmeer van Pjotr Iljitsj Tsjajkovski. Het klassieke werk werd door Catslid Patterson gearrangeerd naar reggae. Ook de B-kant Swing low is een bewerking, ditmaal van Swing low, sweet chariot, een Afro-Amerikaans volksliedje.
Morrissey nam Swan lake van The Cats mee in het album Under the influence, als zijnde een nummer dat hem heeft beïnvloed tijdens de start van zijn loopbaan. Later verafschuwde Morrissey reggae.
In 1976 werd het plaatje opnieuw uitgebracht met als B-kant een discoversie van Swan lake.
Een andere reggae/skaversie van Swan lake kwam in 1979 van Madness, Het verscheen op hun album One Step Beyond... en ook als B-kant van hun Franse persing van hun single Night Boat to Cairo. Mike Barson zorgde toen voor het arrangement.

## Hitnotering
The Cats hadden met Swan lake een hitje in het Verenigd Koninkrijk en Nederland.
In de Britse top 50 kwam het niet verder dan een 48e plaats in twee weken notering.

### Nederlandse Top 40
| Positie: | 31 | 24 | 21 | 23 | 33 | uit |

### NederlandseHilversum 3 Top 30
| Positie: | 27 | 26 | 25 | 29 | uit |